# Emile Pandolfi
Emile Pandolfi (n. 1946) este un pianist american.